# Pickering (North Yorkshire)

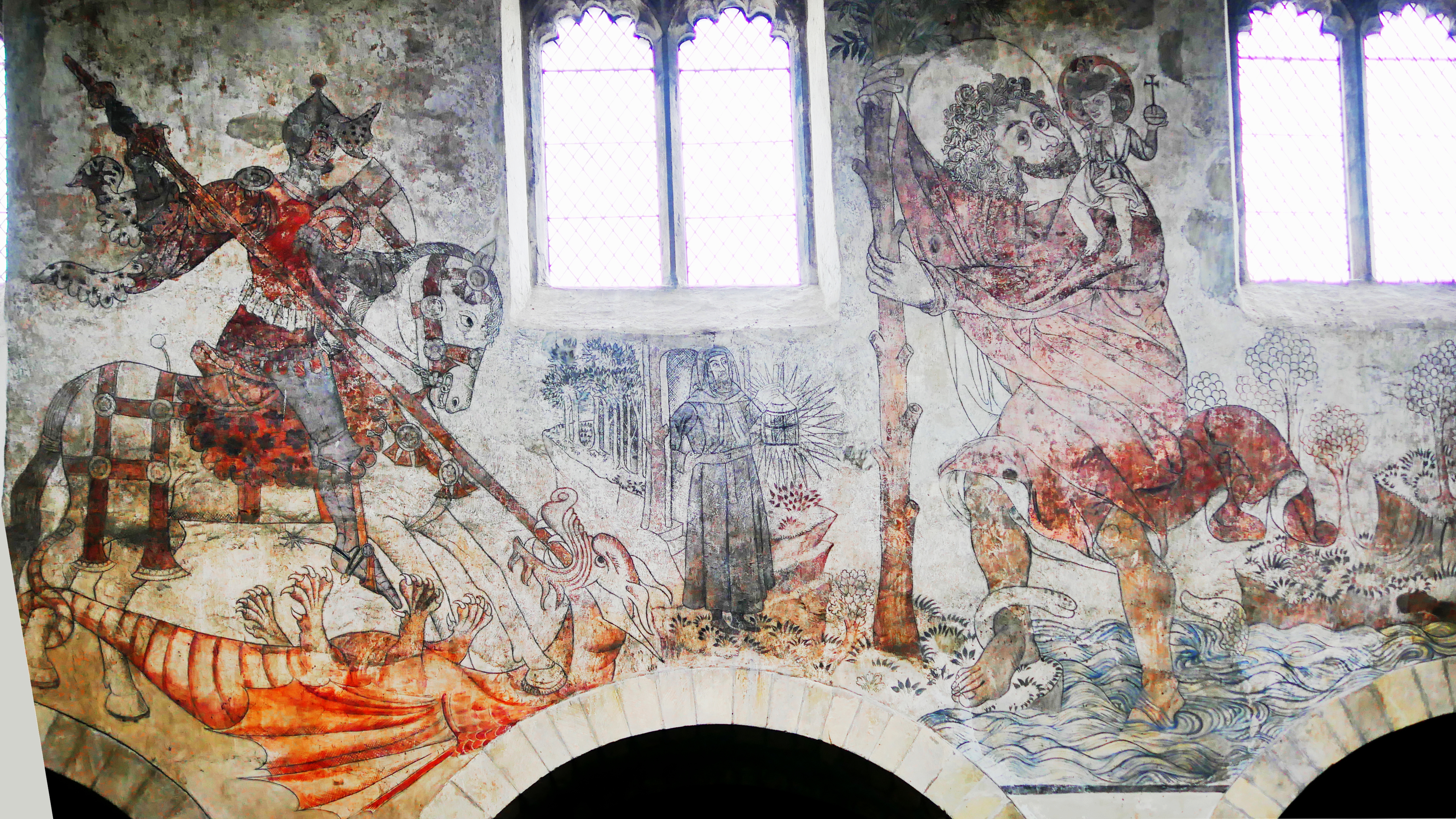
Mittelalterliche Wandmalereien

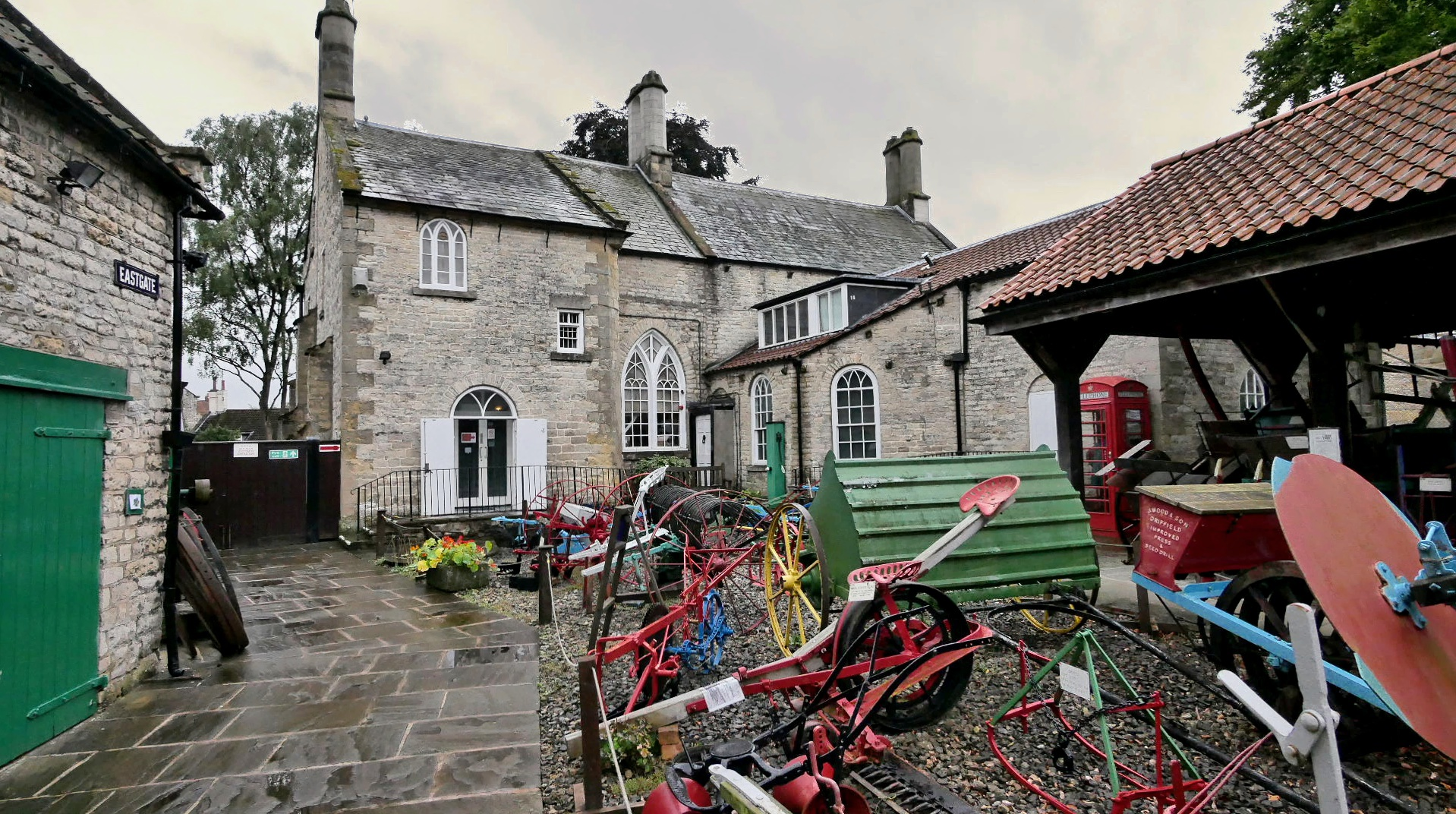
Beck Isle Museum

Pickering ist eine Kleinstadt in der englischen Unitary Authority North Yorkshire mit 6616 Einwohnern (Stand: 29. April 2001). Hauptsehenswürdigkeiten des Ortes sind das Beck Isle Museum und die Saints Peter and Paul Church mit ihren berühmten mittelalterlichen Wandmalereien.

## Verkehr

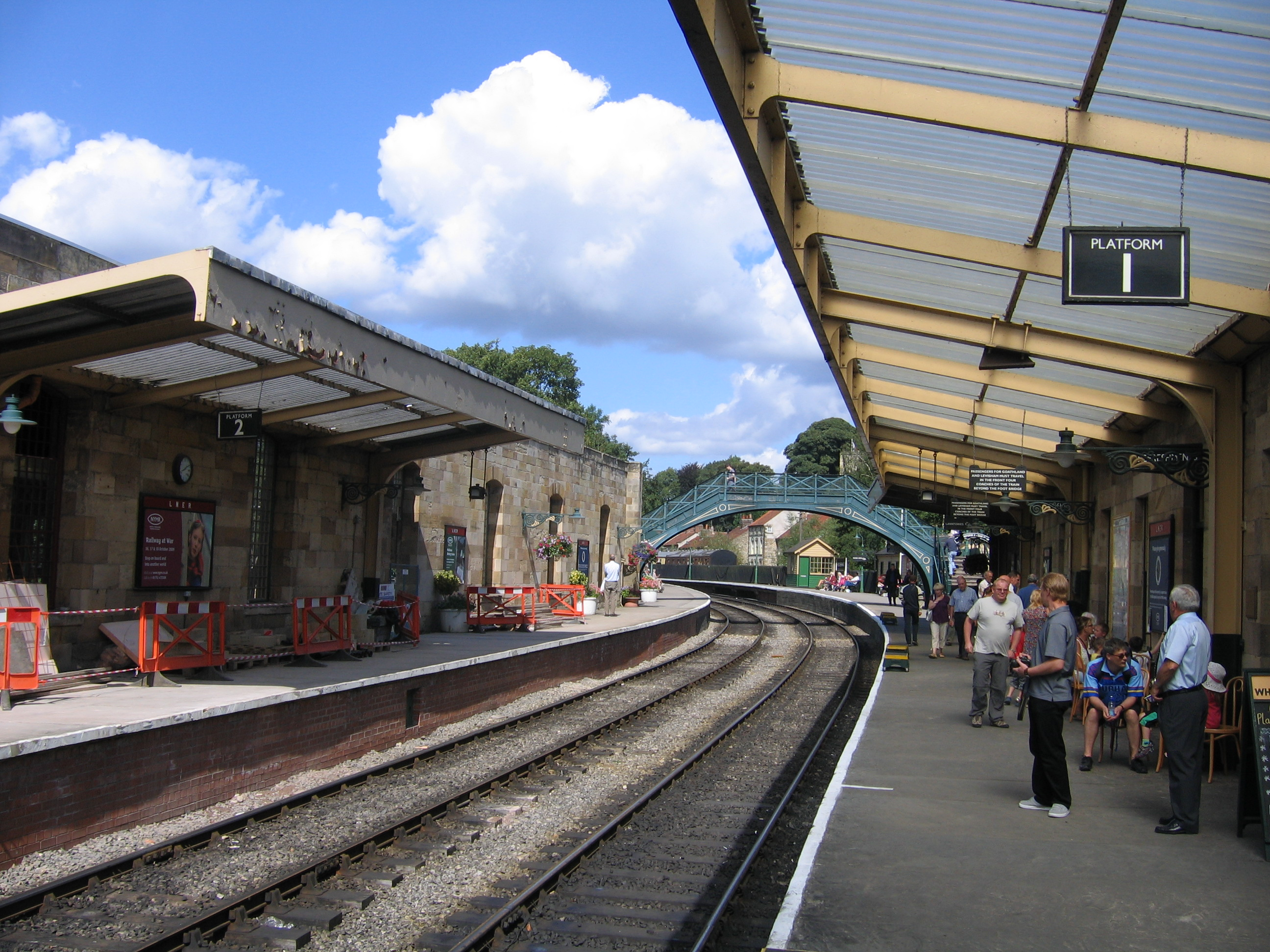
Bahnhof Pickering

Pickering befindet sich an den Überlandstraßen A169 (Malton–Whitby) sowie A170 (Thirsk–Scarborough). Es bestehen Busverbindungen nach York über Malton sowie nach Whitby und Thirsk. Außerdem besitzt Pickering eine Stadtbuslinie.
Die nächste Bahnstation im Linienverkehr ist Malton, etwa 12 km südlich von Pickering. Der Bahnhof von Pickering ist Ausgangspunkt der North Yorkshire Moors Railway, einer während des Sommerhalbjahres nach Whitby führenden Museumseisenbahn. Pläne einer Reaktivierung der Stichstrecke von Malton nach Pickering, wodurch eine durchgängige Bahnverbindung von York bis Whitby hergestellt würde, wurden aufgrund der nicht vorhandenen finanziellen Mittel vorerst auf Eis gelegt. Die Kosten einer Realisierung würden sich auf etwa 21 Mio. £ belaufen.

## Söhne und Töchter der Stadt
- John Lockwood Kipling (1837–1911), Architekt, Bildhauer und Illustrator
- Paul Davison (* 1971), Snookerspieler